# Deathstars
I Deathstars sono un gruppo industrial metal svedese.
Il gruppo è stato fondato nel gennaio del 2000 da Emil Nödtveidt, Andreas Bergh, Erik Halvorsen e Ole Öhman, ex membri dei gruppi death metal Dissection e Swordmaster e del gruppo black metal Ophthalamia.
Nel giugno 2007, i Deathstars hanno vinto il premio Best Newcomer agli Hammer Golden Gods Awards, evento organizzato dalla rivista Metal Hammer. Il chitarrista Emil Nödtveidt è il fratello di Jon Nödtveidt, il leader dei Dissection, morto suicida nel 2006.
Nel 2006 i Deathstars hanno supportato i Cradle of Filth in un tour europeo e i Korn in un tour europeo nel 2008.
Il 25 agosto 2011 il sito ufficiale del gruppo tedesco Rammstein annuncia che i Deathstars prenderanno parte come supporting act al loro "Made In Germany 2011 European Tour". Il 25 marzo 2014 attraverso il loro sito ufficiale hanno annunciato l'uscita del quarto album The Perfect Cult, pubblicato il 13 giugno 2014, mentre l'11 aprile è uscito il nuovo singolo, estratto dal nuovo album, All The Devil's Toys.

## Formazione

### Formazione attuale
- Andreas "Whiplasher Bernadotte" Bergh – voce (2000-presente)
- Emil "Nightmare Industries" Nödtveidt – chitarra, tastiere (2000-presente)
- Eric "Cat Casino" Bäckman – chitarra (2006-2013, 2019-presente)
- Jonas "Skinny" Kangur – basso, cori (2003-presente)

### Ex componenti
- Erik "Beast X Electric" Halvorsen – chitarra (2000-2006)
- Ole "Bone W Machine" Öhman – batteria (2000-2011)
- Oscar "Vice" Leander – batteria (2011-2017)

## Discografia

### Album
- 2003 – Synthetic Generation
- 2006 – Termination Bliss
- 2009 – Night Electric Night
- 2014 – The Perfect Cult
- 2023 - Everything Destroys You

### Raccolte
- 2010 – Decade of Debauchery
- 2011 – The Greatest Hits on Earth

### Singoli
- 2001 – Synthetic Generation
- 2002 – Syndrome
- 2005 – Cyanide
- 2006 – Blitzkrieg
- 2007 – Virtue to Vice
- 2009 – Death Dies Hard
- 2014 – All the Devil's Toys
- 2014 – Explode
- 2023 – This is

### Videoclip
- 2001 – Synthetic Generation
- 2002 – Syndrome
- 2005 – Cyanide
- 2006 – Blitzkrieg
- 2007 – Virtue to Vice
- 2008 – Death Dies Hard
- 2011 – Metal
- 2014 – All the Devil's Toys